# Nina Derwael
Nina Derwael, née le 26 mars 2000 à Saint-Trond, est une gymnaste belge.
Après avoir remporté de nombreuses médailles dans les catégories juniors, elle entame sa carrière chez les seniors en 2016 et participe aux Jeux olympiques de Rio lors desquels elle devient à 16 ans, avec sa 19e place lors de la finale du concours général, la meilleure gymnaste belge de l'histoire des Jeux. Par la suite, elle est sacrée championne d'Europe en 2017 et 2018 ainsi que championne du monde en 2018 et 2019 aux barres asymétriques, son agrès de prédilection, devenant la première gymnaste belge à remporter des titres majeurs. Grâce à ses performances, elle reçoit le Géant flamand (nl) en 2017 et 2018 ainsi que le Trophée national du Mérite sportif, le Joyau du sport flamand (nl) en 2018 et le titre de Sportive belge de l'année en 2018 et 2019. Après une année 2020 marquée par la Pandémie de Covid-19 et l'absence de compétitions internationales, elle devient en 2021 championne olympique aux barres asymétriques aux Jeux olympiques d'été de 2020, apportant à la Belgique la première médaille olympique de son histoire en gymnastique artistique.

## Biographie

### Jeunesse
Nina Derwael naît à Saint-Trond le 26 mars 2000 de Marijke et Nico Derwael (nl), ancien footballeur professionnel. Elle commence la gymnastique à l'âge de deux ans et demi et rejoint à 6 ans le club de gymnastique hasseltois Turnkring Sta Paraat. À 11 ans, sur le conseil de son entraîneur, elle quitte le domicile familial et intègre une école de sport-étude à Gand.
Son agrès de prédilection est les barres asymétriques,.

### Premiers succès chez les juniors
En mars 2015, elle est sacrée championne de Belgique junior de gymnastique artistique. En juillet de la même année, elle remporte trois médailles au Festival olympique de la jeunesse européenne à Tbilissi : l'argent aux barres asymétriques et par équipes, et le bronze au sol.

### Passage chez les seniors et finale olympique
Elle entame sa première année chez les seniors en 2016. Elle participe aux Championnats d'Europe à Berne, ainsi qu'aux Jeux olympiques,. Lors de ces derniers, elle atteint la finale du concours général individuel, qu'elle termine à la 19e place, en établissant un nouveau record personnel (56,299 points), devenant également la meilleure gymnaste belge de l'histoire aux Jeux olympiques. Elle obtient même le deuxième score (15,300) aux barres asymétriques lors de cette finale,,,.
La même année, elle gagne la médaille d'or au Mémorial Joaquín Blume à Barcelone.

### Premières médailles et championne d'Europe
Elle remporte la médaille d'or aux barres asymétriques aux Championnats d'Europe 2017 à Cluj-Napoca, devenant par la même occasion la première gymnaste belge à réussir une telle performance. Après avoir gagné la médaille d'or aux barres asymétriques en septembre 2017 lors de la Coupe du monde de gymnastique artistique, elle obtient ensuite le bronze aux Championnats du monde 2017 à Montréal dans l'épreuve des barres asymétriques avec une note de 15,033, après avoir terminé 8e du concours général. Lors de ces championnats, elle innove en présentant un mouvement inédit aux barres asymétriques, qui est ensuite baptisé « The Derwael-Fenton » en référence à son nom et à celui la gymnaste britannique Georgia-Mae Fenton (en) qui l'a également réalisé lors de la même compétition.
Fin 2017, Nina Derwael remporte le Géant flamand (nl) qui récompense la meilleure personnalité sportive flamande de l'année écoulée.

### Championne de Belgique, d'Europe et du monde
En mars 2018, elle obtient la médaille d'or aux barres asymétriques et la médaille de bronze à la poutre lors de la manche de coupe du monde de gymnastique artistique à Doha.
En mai 2018, elle est de nouveau sacrée championne de Belgique, senior cette fois-ci, battant au passage son record personnel aux barres asymétriques avec un total de 15,350. La même année, lors des Championnats d'Europe à Glasgow, elle conserve son titre aux barres asymétriques et décroche la médaille d'argent à la poutre. En outre, lors des qualifications, l'équipe belge dont elle fait partie se classe 3e, en bonne position pour obtenir une médaille au concours par équipes, mais l'encadrement décide de déclarer forfait pour la finale afin de limiter les risques de blessures en vue des championnats du monde qualificatifs pour les Jeux olympiques de 2020,.
Lors des Championnats du monde de gymnastique artistique 2018 à Doha, Nina Derwael se qualifie pour les finales individuelles de la poutre, du concours général et des barres asymétriques, agrès dont elle finit en première position, juste devant Simone Biles, qui a terminé première de toutes les autres épreuves de qualification. La gymnaste américaine qualifie alors la Belge de « vraiment incroyable ». Elle termine ensuite à la 4e place du concours général avec un total de 55,699 points, à 0,033 points de la troisième place, ce qui constitue sa meilleure performance de la discipline lors d'un championnat du monde,,. Lors de la finale des barres asymétriques, elle devient, avec un score de 15,200, championne du monde de la discipline, ce qui correspond au premier titre mondial de l'histoire de la gymnastique belge. Lors de la finale de la poutre, elle termine à la 4e place.
Grâce à ses succès, elle reçoit le Trophée national du Mérite sportif en novembre 2018, devenant la première gymnaste distinguée.
En novembre 2018, elle obtient de nouveau la médaille d'or aux barres asymétriques lors de la manche de coupe du monde de gymnastique artistique à Cottbus. Peu après, le Joyau du sport flamand (nl), récompensant un sportif flamand s'étant particulièrement distingué au cours de l’année écoulée, lui est décerné à l'unanimité. Le Géant flamand lui est également attribué pour la seconde année consécutive. Enfin, elle est désignée Sportive belge de l'année deux semaines plus tard.

### Impasse sur les Championnats d'Europe et médaille d'or à la poutre aux Jeux européens
En mars 2019, elle obtient, comme l'année précédente, la médaille d'or aux barres asymétriques lors de la manche de coupe du monde de gymnastique artistique à Doha mais y remporte cette fois-ci la médaille d'argent à la poutre. Par la suite, elle renonce à participer aux Championnats d'Europe de gymnastique artistique 2019 à Szczecin afin de se consacrer aux Championnats du monde de gymnastique artistique 2019 à Stuttgart. Elle participe néanmoins aux Championnats de Belgique de gymnastique artistique 2019 lors desquels elle conserve son titre de championne de Belgique ainsi qu'aux Jeux européens de 2019 à Minsk lors desquels elle se qualifie pour la finale de la poutre et des barres asymétriques, exercice pour lequel elle présente une difficulté rehaussée. Cependant, lors de la finale des barres asymétriques, elle manque sa réception lors du Derwael-Fenton et chute sur le dos, terminant alors 4e de la finale. Néanmoins, elle remporte peu après la médaille d'or lors de la finale de la poutre.

### Qualifications pour les Jeux olympiques avec l'équipe féminine et reconduite de son titre mondial
En octobre 2019, lors des Championnats du monde de gymnastique artistique à Stuttgart, Nina Derwael et ses coéquipières de l'Équipe de Belgique de gymnastique artistique féminine terminent à la 10e du concours par équipes et se qualifient pour les Jeux olympiques d'été de 2020 à Tokyo, leur seconde participation d'affilée. Sur le plan individuel, la gymnaste trudonnaire remporte un second titre de championne du monde aux barres asymétriques. En fin d'année, elle remporte pour la seconde fois d'affilée le titre de Sportive belge de l'année.

### Pandémie de Covid-19, reports de compétitions et multiples quarantaines
L'année 2020 s'avère difficile pour la gymnaste belge en raison de la pandémie de Covid-19 et le report ou l'annulation de la plupart des compétitions internationales, notamment de celui des Championnats d'Europe de gymnastique artistique 2020. Ces derniers initialement prévus à Paris en avril 2020 sont repoussés en décembre 2020 à Mersin mais la délégation belge choisit de ne pas y participer en raison de la crise sanitaire. À cela s'ajoute l'obligation pour Nina Derwael de se placer en quarantaine à trois reprises au cours de l'année à la suite de tests positifs au Covid-19 parmi son entourage, ce qui l'empêche de s'entraîner pendant plusieurs semaines.

### Retours réussis en compétition et consécration olympique
Lors de la Coupe du monde de gymnastique artistique 2021 à Osijek, sa première compétition internationale depuis son sacre mondial de 2019, Nina Derwael obtient la médaille aux barres asymétriques et à la poutre.
Lors des Jeux olympiques de 2020 à Tokyo, Nina Derwael accompagnée de Maellyse Brassart, Lisa Vaelen et Jutta Verkest (en) totalisent 163.895 points et terminent 5e du classement du concours général par équipes, leur permettant d'accéder à la finale olympique. Dans le même temps, Nina Derwael atteint la finale des barres asymétriques avec le meilleur score des qualifications (15.366) en ayant présenté son exercice le plus difficile (coefficient de 6.7) et se qualifie également pour la finale du concours général individuel (5e des qualifications).
Lors de la finale du concours par équipes, Nina Derwael et ses coéquipières terminent à la 8e et dernière place tandis que lors de la finale du concours individuel, elle termine à la 6e place, treize places de mieux qu'aux Jeux de 2016 et nouvelle meilleure performance belge dans la discipline.
Lors de la finale des barres asymétriques, elle obtient un score de 15.200 et devient championne olympique, obtenant la première médaille belge de l'histoire en gymnastique artistique.

## Palmarès

### Jeux olympiques
- Rio 2016
  - 19e au concours général individuel
- Tokyo 2020
  -  médaille d'or aux barres asymétriques
  - 6e au concours général individuel
  - 8e au concours général par équipes

### Championnats du monde
- Montréal 2017
  -  médaille de bronze aux barres asymétriques
  - 8e au concours général individuel

- Doha 2018
  -  médaille d'or aux barres asymétriques
  - 4e au concours général individuel
  - 4e à la poutre

- Stuttgart 2019
  -  médaille d’or aux barres asymétriques
  - 5e au concours général individuel

- Liverpool 2022
  -  médaille de bronze aux barres asymétriques

### Coupe du monde
- Coupe du monde de gymnastique artistique 2017
  - Paris
    -  médaille d'or aux barres asymétriques
    - 6e à la poutre

- Coupe du monde de gymnastique artistique 2018
  - Doha
    -  médaille d'or aux barres asymétriques
    -  médaille de bronze à la poutre

  - Cottbus
    -  médaille d'or aux barres asymétriques

- Coupe du monde de gymnastique artistique 2019
  - Doha
    -  médaille d'or aux barres asymétriques
    -  médaille d'argent à la poutre

- Coupe du monde de gymnastique artistique 2021
  - Osijek
    -  médaille d'or aux barres asymétriques
    -  médaille d'or à la poutre

### Championnats d'Europe
- Berne 2016
  - 9e des qualifications au concours par équipes (non finaliste ; première réserviste)
  - 10e des qualifications à la poutre (non finaliste ; deuxième réserviste)

- Cluj-Napoca 2017
  -  médaille d'or aux barres asymétriques
  - 7e au concours général individuel

- Glasgow 2018
  -  médaille d'or aux barres asymétriques
  -  médaille d'argent à la poutre
  - 3e des qualifications au concours par équipes (forfait pour la finale)

- Leipzig 2025
  -  médaille d'or aux barres asymétriques
  -  médaille d'or à la poutre

### Jeux européens
- Minsk 2019
  -  médaille d'or à la poutre
  - 4e aux barres asymétriques

## Distinctions
- Géant flamand (nl) 2017 et 2018.
- Trophée national du Mérite sportif en 2018.
- Joyau du sport flamand (nl) en 2018.
- Sportive belge de l'année en 2018[réf. nécessaire], 2019[réf. nécessaire] et 2021[49].